# チュ・ジンモ
チュ・ジンモ（주진모、1974年8月11日 - ）は、韓国の俳優。本名はパク・ジンテ（박진태）。身長180cm、中央大学校演劇映画科卒業。
主な映画出演作品は、『ハッピーエンド』（1999年）、『MUSA -武士-』（2001年）、『カンナさん大成功です!』（2006年）、『愛 サラン』（2007年）、『霜花店（サンファジョム） 運命、その愛』（2008年）である。『ハッピーエンド』では大鐘賞映画祭助演男優賞を受賞しており、『カンナさん大成功です!』では共演のキム・アジュンとともに大韓民国映画演技大賞ベストカップル賞、『愛 サラン』では青龍映画賞人気スター賞を受賞した。『霜花店（サンファジョム） 運命、その愛』では念願の最優秀主演男優賞（第45回百想芸術大賞・映画部門）を獲得している。

## 略歴
- 1999年　映画『ダンス ダンス』で初めて映画主演を務める。同年、ドラマ『悲しい誘惑』でテレビ出演を果たす。
- 2000年 映画『ハッピーエンド』の演技によって、第37回 大鐘賞映画祭助演男優賞を受賞する。
- 2006年 映画『カンナさん大成功です!』が大ヒット（2000年から2015年までの歴代興行成績ランキング：32位；観客動員数：総計662万人弱）。その成果によって、翌年に第1回大韓民国映画演技大賞ベストカップル賞を受賞する。
- 2007年　映画『愛　サラン』の演技で、第28回 青龍映画賞 の主演男優賞にノミネートされるが惜しくも受賞を逃し、人気スター賞を受賞する。
- 2009年　映画『「霜花店（サンファジョム） 運命、その愛』の演技で、第45回百想芸術大賞 映画部門・最優秀演技賞（男性）を受賞する。
- 2010年　韓国の下着ブランドのモデルとなり鍛え上げた肉体を披露する。これによって、第2回コリアジュエリーアワードダイヤモンド賞、第3回スタイルアイコンアワーズ男映画俳優部門を受賞する。
- 2013年 出演ドラマ『奇皇后 〜ふたつの愛 涙の誓い〜』が高視聴率を獲得する。また、『奇皇后』における演技によって、MBC演技大賞特別企画男女最優秀賞を受賞する。
- 2015年　ミュージカルに初挑戦し、『風と共に去りぬ』の男性主役（レッド・バトラー役）を演じる。

## 人物

### 30代初めまでの軌跡
- チュ・ジンモは甘いマスクと印象的な瞳を持った「花美男（イケメン）」と評される。またテコンドー公認3級、水泳、野球、スケート、乗馬等を習得しており、鍛えられた肉体と抜群のスタイルを合わせもった「モムチャン（韓国語で健康な肉体をもった者の意）」でもある。デビュー前を振り返ると、チュ・ジンモはソウル特別市の出身で一男三女の末子として育ち、高校時代にはヘビーメタル・グループのリーダーとして音楽に熱中していたという。高校卒業後はインチョン（仁川）専門（短期）大学体育学科に進学するものの、学業を中断して兵役についた。兵役を終えた後には、俳優であり大学の演劇学科の教授を務めたこともあるユ・インチョンが主催する「劇団ユ・インチョン・レパートリー」の研究劇団員となり、練習室に寝泊まりして演劇やダンスの練習に励んだという。また、デザイナーのハ・ヨンスに見出され韓国人として初めて『プラダ』の紙面モデルとなった。さらに、コーヒーのコマーシャルと人気歌手のミュージック・ビデオへの出演によって、爽やかなイケメンとして注目された[1]。だが、容姿によってのみ評価されるのではなく、演技によって評価されたいという想いは、彼のその後の役者人生の核となっていく。
- 映画デビューは1997年の映画『朴 対 朴』である。また、1999年の映画『ダンス ダンス』で初めて主役を演じている。同年の映画『ハッピーエンド』では、後にカンヌ映画祭で主演女優賞を受賞した名女優チョン・ドヨンとともに大胆なベッドシーンを演じて、大鐘賞映画祭助演男優賞を受賞している。けれども、受賞の喜びも束の間、封建的な映画評論家によって、ベッドにおける行為は演技ではないというコメントが寄せられ、彼は心の痛みを感じたという。
- 映画『ハッピーエンド』で知名度をあげた彼は、大作時代劇映画『MUSA -武士-』（2001年）に主役級の演技者として出演する機会を得た。この映画は企画・製作に5年、中国オールロケ撮影、製作費70億ウォンといった数々の記録を残している[2]。中国映画界を代表する女優チャン・ツィイー、韓国映画界の重鎮アン・ソンギ、当時の青春スターチョン・ウソン等の著名な俳優・女優が出演した作品でもある。だが、中国の砂漠や山間地域での5カ月にも及ぶ撮影の苦労にもかかわらず、チュ・ジンモ自身の演技力はあまり評価されなかった。しかし、テレビドラマの世界ではチュ・ジンモの状況は必ずしも不調であったとはいえない。1999年にドラマ『悲しい誘惑』でテレビドラマへの初出演を果たし、ドラマ『怒った顔で振り返れ』(2000年） やドラマ『パンチ 〜運命の恋〜』（2003年）では主役を演じて、テレビ局の演技賞を受賞している。『怒った顔で振り返れ』には後の名優キム・ミョンミンが助演俳優として出演し、ドラマ『パンチ 〜運命の恋〜』には人気女優シン・ミナが相手役として出演しているところからも、チュ・ジンモがいかに嘱望されていたかがわかる。だが、彼は持ち前の真面目さと映画への思い入れの強さゆえに、『ハッピーエンド 』『MUSA -武士-』という初期の代表的な映画作品にまつわる体験を通して、演技者としてどのように生きようかという問いかけを開始し、ときに深く悩んでいる。
- 20代半ばから30代にかけてのチュ・ジンモの主演映画はバラエティに富んでおり、作品としても質の高いものであった。だが、映画の興行成績は振るわなかった。映画『リアル・フィクション』（2000年）は、韓国映画史上最短記録（3時間20分）で撮影された実験的な映画である。映画『ワニ&ジュナ 〜揺れる想い〜』（2001年）は、その当時美男の代表格であったチュ・ジンモと韓国随一の美女と謳われたキム・ヒソンとの「美男・美女共演」が話題となった。けれども、そのような評判とは別に、彼自身は細かい演技にこだわり続けている。この映画にはチュ・ジンモの演じる主人公が鉛筆を削りそこなって指先を切るシーンがある。制作スタッフは、代役を使う、CG処理をする等の方法を考えていたが、チュ・ジンモは、主人公の心境変化を明示する場面であることを重視して、自らの指先を切って血を流したという[3]。
- この時代にはチュ・ジンモはコメディやスリラーホラーにも挑戦している。映画『ライアー』（2004年）は、イギリスの喜劇作家であるレイ・クーニーの舞台劇『ラン・フォー・ユア・ワイフ（Run For Your Wife)』を下敷きにして[4]、日本でも人気の高い俳優クォン・サンウを世に出した映画『同い年の家庭教師』の監督キム・ギョンヒョンが脚本を書き、メガホンをとった作品である。チュ・ジンモは同じ劇団にも所属していたコン・ヒョンジンとコンビを組んで、これまでの映画出演作での「静」の演技から一転してコミカルな味わいを出し、二重結婚生活を送る男の悲喜交々を演じている。映画『電脳遊戯プロジェクト、パズル』（2006年）はミステリーホラー作品であり、ムン・ソングンをはじめとする5人が主演する形式で企画されたものである。キム・テギョン監督はチュ・ジンモと会ってから、脚本を書き換えてチュ・ジンモの台詞を大幅に削ったため、彼は演技力に問題があると思われたのではないか、と自分自身を責めたという。だが、監督は、チュ・ジンモに会ってその「目」の力に着目し、彼が表情による感情表現のできる役者であることを見抜き、そうした演技を望んだという。監督の意図を理解して、彼は目の動きと表情の変化によって、妻を失い人生に失望して犯罪に走った男の役割を演じ切った。
- デビューから30代初めまでの軌跡を追うと、チュ・ジンモが役者としての方向性に悩み、主演映画の興行成績が振るわないことに悩んでいたことがわかる。出演の決まった映画（『引き金』、2002年）が制作延期になったり、主演したテレビドラマ（『飛天舞』、2004年）の放映が版権等の問題で2年7か月も遅れたりするという悲運にも見舞われており、収入が安定しなかったことから、後に彼はあまりにも不運な状況が続くので拗ねたこともあると語っている。

### ターニングポイント
- チュ・ジンモが韓国の、さらにはアジア圏のトップスターとなったのは、映画『カンナさん大成功です!』（2006年）のメガヒット（2000年から2015年までの歴代興行成績ランキング：32位；観客動員数：総計662万人弱）[5] と、映画『愛 サラン』（2007年）の確かな演技への評価（青龍映画賞 ・主演男優賞ノミネート、大韓民国映画大賞・主演男優賞ノミネート）によるところが大きい。『カンナさん大成功です!』の脚本がきた30代前半の頃、チュ・ジンモは自分の演技について正当な評価がなされず、一線級の脚本が来ないことに傷つき悩んでいたという。もちろんデビュー以来彼がスターでなかった時期は一度もないが、出演作でヒロイン役の女優に光が当たることが多かったことも事実である。この映画でも一応は男性主役であったが、女性主役の慕う王子様的役割であり、物語の比重はヒロインに重きをおいており、演技経験のほとんどなかったキム・アジュンの方が大きかった。そのため、彼は出演依頼を受けることを躊躇ったという[6]。だが、キム・ヨンファ監督は韓国社会の見た目至上主義と整形ブームを正面から取り上げることを考えていた[7]。そしてチュ・ジンモに、漫画的なキャラクターの女性主役とのバランスをとるために、男性主役には華があると同時にリアルな男性像を演じられる役者が必要であり、この映画をドタバタコメディで終わらせないためには、チュ・ジンモの存在が不可欠であることを力説した。そこでチュ・ジンモは監督の期待に応え、監督とともに撮影現場をまとめながら、安定感と現実感を備えたキャラクターを演じて、映画の完成度を高めることに貢献した[8]。
- チュ・ジンモが映画『愛 サラン』の主役に抜擢された背景には、韓流四天王の一人であるチャン・ドンゴンの理解と協力があった。インタビュー（2007年9月1日）[9] によれば、チュ・ジンモは身近な先輩であるチャン・ドンゴンの自宅にたまたま遊びに行った際に、『愛 サラン』の脚本を見つけて一気に読み切ったという。チャン・ドンゴンはチュ・ジンモがその脚本に惚れ込んだ様子を見て、カク・キョンテク監督に彼を紹介したという。この映画でチュ・ジンモは、韓国の地方都市釜山の元柔道選手のチンピラという役作りのために、釜山出身のカク・キョンテク監督が録音した釜山訛りのテープを昼夜なく聞いて猛練習をしている。そして、初めて聞いたときには外国語を聞いている感じを抱いた釜山訛りを、撮影を行う頃には自然に話せるようになっていた。また、高校生の頃から成人までの歳月の流れを表現するために体重を8kgを増やした後に、再度高校生の頃のシーンを撮影することに配慮して体重を10kg程度落としたという。派手なアクションシーンもスタントマンを使わず自らが演じている。短期間で体重を増減させることはさすがにきつかったようで、不眠症にもなったというが、その努力が実ってその年の青龍映画賞の主演男優賞にノミネートされている。最優秀男優賞の受賞は逃したが、チュ・ジンモはカク・キョンテク監督に、チャン・ドンゴンよりも演技が上手い、と言わしめる程の演技的な成功を収めている。また、この映画は2007年の韓国映画興行成績の第9位に入り（212万人の動員）、興行的にも成功している[10]。さらに、作品としての質の高さを評価され、第27回ハワイ国際映画祭監督賞および観客賞を受賞している。
- 2008年12月末に封切りとなった映画『霜花店（サンファジョム） 運命、その愛』は、当時の若手の演技派チョ・インソン、韓国のテレビドラマ『朱蒙』で人気を得たソン・ジヒョとのトリプル主演作品である。元からの抑圧を受けた高麗末期を舞台に、幼少期をともに過ごした王と親衛部隊長との信頼に基づいた同性愛的関係が、元から王妃が嫁いだことによって複雑な三角関係に発展し、さらには王位を巡る陰謀を背景とした裏切りへと繋がっていく様を描いた映画である。ユ・ハ監督は、ギリシャ悲劇やシェークスピアの悲劇のような普遍性のある映画を作りたかったと語っている[11]。この作品はR-18指定にもかかわらず大ヒットを記録しており、チュ・ジンモは王の役を演じ、歓喜、嫉妬、執着、孤独、悲哀等の、性愛にまつわるすべての感情を陰翳深く表現したことを評価され、第45回百想芸術大賞 の映画部門・最優秀演技賞（男性）を受賞した。彼にとっては初の、また念願の最優秀主演男優賞である。
- 2010年には韓国の下着ブランド『ボディーガード』のモデルとなり、胸筋と腹筋の割れた見事な体を作り上げて撮影に臨んでいる[12][13]。チュ・ジンモの鍛え上げた肉体への反響は大きく、話題性の高さを反映して、同年には第2回コリアジュエリーアワードダイヤモンド賞、第3回スタイルアイコンアワーズ男映画俳優部門を受賞している。
- 多忙なチュ・ジンモのストレス解消法は釣りである。彼は心身の疲れを感じると、釣り道具を車に積み込んで、韓国江原道内陸部の人気のない湖まで行き、携帯電話も切って一人で夜釣りを楽しむという[14]。テレビドラマ『ゲームの女王』（SBS 2006年） では、ファンサービスを考えてか、彼が釣りをするシーンがたくさん出てくる。

### 円熟期を迎えて
- 30代半ば以降のチュ・ジンモのキャリアは順調なようにみえる。話題の映画やドラマの主演を相次いで務めている。しかし、映画『GABI ガビ　～国境の愛～』（2012年）のインタビュー[15][16] では、映画のオファーが少なく依頼があっても同じような役柄であり、そこから抜け出せないことに残念な気持ちを抱いていると話している。イケメンでモムチャンのこの俳優は相変わらず完璧な容姿によって苦労していることがうかがわれる。だが、同じインタビューで彼は外見は変えられないので、役柄を演じるうえではその外見を利用しないといけないと語っており、役者としての方向性も明確に見い出している。彼は「愛という言葉から僕の心の中のものなどを吐き出すこと、またそこから出てくる感情表現が好きだ。そういう映画も勿論好きだ。以前出演した『愛』という映画も、『霜花店(サンファジョム)－運命、その愛』も、そして『GABI / ガビ-国境の愛-』も、全て僕が演じた人物は“誰かのために”というのが前提にあった。年を取っても恋愛映画を撮るのが僕の希望だ」と述べている。また、この映画は作品としての質の高さを評価され、第34回黄金撮影賞授賞式　監督賞・撮影賞金賞・照明賞を受賞している[17]。この映画に主演した縁によって、彼は韓国コーヒー協会名誉バリスタの称号を与えられている。
- ドラマ『奇皇后 〜ふたつの愛 涙の誓い〜』（2013年）では、14世紀の元の最後の皇后にまつわる架空の物語のなかで、演技派女優ハ・ジウォンの演じる奇皇后を生涯にわたって支え続ける心優しい高麗王を演じている。このドラマは高視聴率を獲得し（2014年の年間視聴率第4位）[18]、チュ・ジンモ自身はMBC演技大賞の特別企画男女最優秀賞を受賞している。続く2015年のドラマ『愛するウンドン』でも、チュ・ジンモは自身が望んだように[15]、一人の女性を愛し続ける男を演じている。また、同年には、ミュージカル『風と共に去りぬ』でレッド・バトラー役（男性主役）を務め、演技の幅を広げている。
- 俳優生活が順調であっても、チュ・ジンモは現状に満足する人ではない。彼は10代の頃に大学における学業を中断したことを踏まえて、映画『霜花店』によって演技者として確固たる地位を確立したにもかかわらず、中央大学校演劇映画科に編入し、若い学生達に交じって再び演技を学び直し卒業している[19]。

## 出演作品

### 映画
- 朴 対 朴（1997年、ヤン・ヨンチョル監督）
- ダンス ダンス（1999年、ムン・ソンウク監督）
- ハッピーエンド（1999年、チョン・ジウ監督）　第53回カンヌ国際映画祭批評家週間招請、第14回英国リーズ国際映画祭審査委員特別賞、他
- リアル・フィクション（2000年、キム・キドク監督）　第26回モスクワ国際映画祭コンペティション、釜山国際映画祭招請
- MUSA -武士-（2001年、キム・ソンス監督）　第39回大鐘賞編集賞および衣装賞、第2回釜山映画評論家協会賞撮影賞、他
- ワニ&ジュナ 〜揺れる想い〜（2001年、キム・ヨンギュン監督）
- ライアー（2004年、キム・ギョンヒョン監督）
- 電脳遊戯プロジェクト、パズル（2006年、キム・テギョン監督）
- カンナさん大成功です!（2006年、キム・ヨンファ監督）　第1回大韓民国映画演技大賞ベストカップル賞、他
- 愛 サラン（2007年、カク・キョンテク監督） 第27回ハワイ国際映画祭監督賞および観客賞
- 霜花店（サンファジョム） 運命、その愛（2008年、ユ・ハ監督）　第45回百想芸術大賞映画部門 男性最優秀演技賞
- 男たちの挽歌 A BETTER TOMORROW（2010年、ソン・ヘソン監督）　香港映画『男たちの挽歌』の韓国版リメイク
- ハートビート（2011年）
- GABI 〜国境の愛〜（2012年、チャン・ユニョン監督）　第34回黄金撮影賞授賞式　監督賞・撮影賞金賞・照明賞
- チング 永遠の絆（2013年、カク・キョンテク監督）
- ハート泥棒を捕まえろ!（2013年）
- 華麗なるリベンジ（2016年、イ・イルヒョン監督）

### テレビドラマ
- 悲しい誘惑（1999年、KBS）
- 怒った顔で振り返れ（2000年、KBS）
- パンチ 〜運命の恋〜（2003年、SBS）
- ファッション70s（2005年、SBS）
- ゲームの女王（2006年、SBS）
- 飛天舞（2008年、SBS） ※韓中共同制作／2004年に再編集により放映
- MY DREAM（2009年、SBS）
- 奇皇后 〜ふたつの愛 涙の誓い〜（2013年、MBC）
- 愛するウンドン（2015年、JTBC）
- キャリアを引く女～キャリーバッグいっぱいの恋～（2016年、MBC）
- バッドガイズ -悪の都市-（2017年、OCN）
- ビッグイシュー（2019年、SBS）

### 舞台

#### 演劇
- タクシードライバー（1998年）

#### ミュージカル
- 風と共に去りぬ（2015年）

## 受賞歴
- 2000年  第37回 大鐘賞映画祭 助演男優賞
- 2000年  KBS 演技大賞 新人賞
- 2003年  SBS 演技大賞 ドラマスペシャル部門 男優演技賞
- 2005年  SBS 演技大賞 10大 スター賞
- 2007年  第28回 青龍映画賞 人気スター賞
- 2007年  第1回大韓民国映画演技大賞　ベストカップル賞（カンナさん大成功です!」の共演女優キム・アジュンとともに）
- 2009年　第45回百想芸術大賞 　映画部門・最優秀演技賞（男性）（「霜花店（サンファジョム） 運命、その愛」）
- 2010年　第2回コリアジュエリーアワードダイヤモンド賞
- 2010年　第3回スタイルアイコンアワーズ男映画俳優部門
- 2013年　MBC 演技大賞　特別企画男女最優秀賞(奇皇后)